# Samenstelling Belgische Senaat 2010-2014
De lijst van leden van de Belgische Senaat van 2010 tot 2014. De legislatuur liep van 6 juli 2010 tot 24 april 2014.
De Senaat telde tot 21 juli 2013 74 leden, sinds die datum 71. Op 13 juni 2010 tijdens de federale verkiezingen werden 40 senatoren rechtstreeks verkozen. Het federale kiesstelsel is gebaseerd op algemeen enkelvoudig stemrecht voor alle Belgen van 18 jaar en ouder, volgens een systeem van evenredige vertegenwoordiging op basis van de methode-D'Hondt, gecombineerd met een districtenstelsel en met een kiesdrempel van 5%. De overige 31 zetels worden indirect toegekend op basis van de verkiezingsuitslag.
Grondwettelijk kunnen de kinderen van een regerende vorst vanaf hun achttien jaar beëdigd worden als senator van rechtswege. Sinds de eedaflegging van koning Filip op 21 juli 2013 zijn er geen senatoren van rechtswege meer.
De eedaflegging van de 40 rechtstreeks verkozenen gebeurde op 6 juli 2010, na het onderzoek van hun geloofsbrieven door een commissie bestaande uit de zeven oudste gekozen senatoren. Zes rechtstreeks verkozenen besloten niet te zetelen - Bart De Wever (N-VA), Helga Stevens (N-VA), Marianne Thyssen (CD&V), Louis Michel (MR), Dirk Sterckx (Open Vld) en Filip Dewinter (VB) - en werden onmiddellijk vervangen door hun opvolgers. De eedaflegging van de 21 gemeenschapssenatoren gebeurde op 13 juli 2010. Tevens nam Philippe Muyters (N-VA) ontslag en legde Luc Sevenhans (N-VA) als zijn vervanger de eed af. De eedaflegging van de 10 gecoöpteerde senatoren gebeurde op 20 juli 2010.

## Samenstelling
| Begin legislatuur (2010) | Begin legislatuur (2010) | Begin legislatuur (2010) | Begin legislatuur (2010) | Begin legislatuur (2010) | Begin legislatuur (2010) | Einde legislatuur (2014) | Einde legislatuur (2014) | Einde legislatuur (2014) |
| Fractie                  | Fractie                  | Rechtstr.                | Gem.                     | Gec.                     | Totaal                   | Fractie                  | Fractie                  | Zetels                   |
| ------------------------ | ------------------------ | ------------------------ | ------------------------ | ------------------------ | ------------------------ | ------------------------ | ------------------------ | ------------------------ |
|                          | N-VA                     | 9                        | 3                        | 2                        | 14                       |                          | N-VA                     | 14                       |
|                          | PS                       | 7                        | 4                        | 2                        | 13                       |                          | PS                       | 13                       |
|                          | MR                       | 4                        | 3                        | 1                        | 8                        |                          | MR                       | 8                        |
|                          | CD&V                     | 4                        | 2                        | 1                        | 7                        |                          | CD&V                     | 7                        |
|                          | sp.a                     | 4                        | 2                        | 1                        | 7                        |                          | sp.a                     | 7                        |
|                          | Open Vld                 | 4                        | 1                        | 1                        | 6                        |                          | Open Vld                 | 6                        |
|                          | Ecolo                    | 2                        | 2                        | 1                        | 5                        |                          | Ecolo                    | 5                        |
|                          | Vlaams Belang            | 3                        | 1                        | 1                        | 5                        |                          | Vlaams Belang            | 4                        |
|                          | cdH                      | 2                        | 2                        |                          | 4                        |                          | cdH                      | 4                        |
|                          | Groen!                   | 1                        | 1                        | 0                        | 2                        |                          | Groen                    | 2                        |
|                          |                          |                          |                          |                          |                          |                          | Onafhankelijk            | 1                        |

Wijzigingen in fractiesamenstelling:
- In 2011 verlaat Jurgen Ceder de Vlaams Belang-fractie. Hij zetelt voortaan als onafhankelijke.

## Lijst van de senatoren
| Senator                  | Partij        | Taalgroep  | Aanduiding                                                                       | Opmerkingen |
| ------------------------ | ------------- | ---------- | -------------------------------------------------------------------------------- | --- |
| Patrick De Groote        | N-VA          | Nederlands | Rechtstreeks gekozen senator.                                                    | Vervangt vanaf 6 juli 2010 Bart De Wever, die verkiest om in het Vlaams Parlement te blijven zetelen. |
| Frank Boogaerts          | N-VA          | Nederlands | Rechtstreeks gekozen senator.                                                    | Vervangt vanaf 6 juli 2010 Helga Stevens, die verkiest om in het Vlaams Parlement te blijven zetelen. |
| Louis Ide                | N-VA          | Nederlands | Rechtstreeks gekozen senator.                                                    | Quaestor van 11 oktober 2011 tot 17 juli 2013 en ondervoorzitter vanaf 17 juli 2013. |
| Lieve Maes               | N-VA          | Nederlands | Rechtstreeks gekozen senator.                                                    | Quaestor vanaf 17 juli 2013. |
| Sabine Vermeulen         | N-VA          | Nederlands | Rechtstreeks gekozen senator.                                                    | Vervangt vanaf 9 oktober 2012 Luc Sevenhans, die de nationale politiek verlaat. Sevenhans verving van 13 juli 2010 tot 9 oktober 2012 Philippe Muyters, minister in de Vlaamse Regering.                                                                        |
| Bart De Nijn             | N-VA          | Nederlands | Rechtstreeks gekozen senator.                                                    | Vervangt vanaf 7 februari 2013 Piet De Bruyn, die lid wordt van het Vlaams Parlement. De Bruyn vervangt van 12 oktober 2010 tot 7 februari 2013 Kim Geybels, die wegens een persoonlijk schandaal ontslag nam.                                                  |
| Elke Sleurs              | N-VA          | Nederlands | Rechtstreeks gekozen senator.                                                    | Vanaf 11 oktober 2011 voorzitter van de commissie Sociale Aangelegenheden. |
| Veerle Stassijns         | N-VA          | Nederlands | Rechtstreeks gekozen senator.                                                    | Vervangt vanaf 17 juli 2013 Danny Pieters, die de nationale politiek verlaat. Pieters was tot 11 oktober 2011 Senaatsvoorzitter en voorzitter van de commissie Institutionele Aangelegenheden en ondervoorzitter van 11 oktober 2011 tot 10 juli 2013.          |
| Inge Faes                | N-VA          | Nederlands | Rechtstreeks gekozen senator.                                                    | |
| Lies Jans                | N-VA          | Nederlands | Gemeenschapssenator aangeduid door het Vlaams Parlement.                         | Vervangt vanaf 9 januari 2013 Bart De Wever, die burgemeester van Antwerpen wordt. |
| Helga Stevens            | N-VA          | Nederlands | Gemeenschapssenator aangeduid door het Vlaams Parlement.                         | Ondervoorzitter tot 11 oktober 2011. |
| Wilfried Vandaele        | N-VA          | Nederlands | Gemeenschapssenator aangeduid door het Vlaams Parlement.                         | Vervangt vanaf 9 januari 2013 Liesbeth Homans, die schepen van Antwerpen wordt. Homans was voorzitter van de N-VA-fractie tot 7 januari 2013. |
| Huub Broers              | N-VA          | Nederlands | Gecoöpteerd senator.                                                             | Vanaf 9 januari 2013 voorzitter van de N-VA-fractie. |
| Karl Vanlouwe            | N-VA          | Nederlands | Gecoöpteerd senator.                                                             | Voorzitter van de commissie Buitenlandse Betrekkingen en Landsverdediging. |
| Paul Magnette            | PS            | Frans      | Rechtstreeks gekozen senator.                                                    | Werd van 7 december 2011 tot 17 januari 2013 als minister in de Federale Regering vervangen door Christie Morreale. |
| Marie Arena              | PS            | Frans      | Rechtstreeks gekozen senator.                                                    | |
| Philippe Moureaux        | PS            | Frans      | Rechtstreeks gekozen senator.                                                    | Voorzitter van de commissie Binnenlandse Zaken en Administratieve Aangelegenheden. |
| Hassan Bousetta          | PS            | Frans      | Rechtstreeks gekozen senator.                                                    | |
| Fabienne Winckel         | PS            | Frans      | Rechtstreeks gekozen senator.                                                    | |
| Fatiha Saïdi             | PS            | Frans      | Rechtstreeks gekozen senator.                                                    | |
| Willy Demeyer            | PS            | Frans      | Rechtstreeks gekozen senator.                                                    | Ondervoorzitter. |
| Mohamed Daif             | PS            | Frans      | Gemeenschapssenator aangeduid door het Parlement van de Franse Gemeenschap.      | Vervangt vanaf 16 oktober 2013 Caroline Désir, die schepen wordt van Elsene. |
| Olga Zrihen              | PS            | Frans      | Gemeenschapssenator aangeduid door het Parlement van de Franse Gemeenschap.      | Quaestor. |
| Jean-François Istasse    | PS            | Frans      | Gemeenschapssenator aangeduid door het Parlement van de Franse Gemeenschap.      | Vervangt vanaf 13 maart 2013 Muriel Targnion, die PS-fractieleider wordt in de gemeenteraad van Verviers. |
| Louis Siquet             | PS            | Duits      | Gemeenschapssenator aangeduid door het Parlement van de Duitstalige Gemeenschap. | |
| Philippe Mahoux          | PS            | Frans      | Gecoöpteerd senator.                                                             | Voorzitter van de PS-fractie. |
| Ahmed Laaouej            | PS            | Frans      | Gecoöpteerd senator.                                                             | |
| Armand De Decker         | MR            | Frans      | Rechtstreeks gekozen senator.                                                    | Ondervoorzitter. |
| Dominique Tilmans        | MR            | Frans      | Rechtstreeks gekozen senator.                                                    | |
| François Bellot          | MR            | Frans      | Rechtstreeks gekozen senator.                                                    | Voorzitter van de MR-fractie tot 8 december 2011. |
| Gérard Deprez            | MR            | Frans      | Rechtstreeks gekozen senator.                                                    | Vervangt vanaf 6 juli 2010 Louis Michel, die verkiest om lid te blijven van het Europees Parlement. |
| Christine Defraigne      | MR            | Frans      | Gemeenschapssenator aangeduid door het Parlement van de Franse Gemeenschap.      | Tot 8 december 2011 voorzitter van de commissie Justitie en vanaf 8 december 2011 voorzitter van de MR-fractie. |
| Richard Miller           | MR            | Frans      | Gemeenschapssenator aangeduid door het Parlement van de Franse Gemeenschap.      | |
| Jacques Brotchi          | MR            | Frans      | Gemeenschapssenator aangeduid door het Parlement van de Franse Gemeenschap.      | |
| Alain Courtois           | MR            | Frans      | Gecoöpteerd senator.                                                             | Vanaf 12 december 2011 voorzitter van de commissie Justitie. |
| Dirk Claes               | CD&V          | Nederlands | Rechtstreeks gekozen senator.                                                    | Vervangt vanaf 6 juli 2010 Marianne Thyssen, die verkiest om lid te blijven van het Europees Parlement. Claes is quaestor van 23 december 2010 tot 11 oktober 2011 en vanaf 6 december 2011 voorzitter van de CD&V-fractie.                                     |
| Els Van Hoof             | CD&V          | Nederlands | Rechtstreeks gekozen senator.                                                    | Vervangt vanaf 28 maart 2013 Rik Torfs, die de nationale politiek verlaat. Torfs was tot 11 oktober 2011 voorzitter van de commissie Sociale Aangelegenheden en voorzitter van de CD&V-fractie van 13 oktober tot 6 december 2011.                              |
| Wouter Beke              | CD&V          | Nederlands | Rechtstreeks gekozen senator.                                                    | Quaestor tot 21 december 2010. |
| Sabine de Bethune        | CD&V          | Nederlands | Rechtstreeks gekozen senator.                                                    | Voorzitter van de CD&V-fractie tot 11 oktober 2011 en vanaf 11 oktober 2011 senaatsvoorzitter en voorzitter van de commissie Institutionele Aangelegenheden. |
| Cindy Franssen           | CD&V          | Nederlands | Gemeenschapssenator aangeduid door het Vlaams Parlement.                         | |
| Johan Verstreken         | CD&V          | Nederlands | Gemeenschapssenator aangeduid door het Vlaams Parlement.                         | Vervangt vanaf 9 januari 2013 Jan Durnez, die burgemeester van Ieper wordt. |
| Etienne Schouppe         | CD&V          | Nederlands | Gecoöpteerd senator.                                                             | Vervangt vanaf 21 december 2012 Peter Van Rompuy, die lid wordt van het Vlaams Parlement. |
| Dalila Douifi            | sp.a          | Nederlands | Rechtstreeks gekozen senator.                                                    | Vervangt vanaf 7 december 2011 Johan Vande Lanotte, minister in de Federale Regering. Vande Lanotte was voorzitter van de sp.a-fractie tot 5 december 2011. |
| Fauzaya Talhaoui         | sp.a          | Nederlands | Rechtstreeks gekozen senator.                                                    | Vervangt vanaf 11 oktober 2011 Frank Vandenbroucke, die de nationale politiek verlaat. Vandenbroucke was tot 1 oktober 2011 voorzitter van de commissie Financiën en Economische Aangelegenheden, een functie die Talhaoui vanaf 8 oktober 2013 ook uitoefende. |
| Leona Detiège            | sp.a          | Nederlands | Rechtstreeks gekozen senator.                                                    | Vervangt vanaf 18 oktober 2012 Marleen Temmerman, die de nationale politiek verlaat. Temmerman was voorzitter van de sp.a-fractie van 7 december 2011 tot 11 oktober 2012.                                                                                      |
| Bert Anciaux             | sp.a          | Nederlands | Rechtstreeks gekozen senator.                                                    | Quaestor tot 8 november 2012 en voorzitter van de sp.a-fractie vanaf 8 november 2012. |
| Jan Roegiers             | sp.a          | Nederlands | Gemeenschapssenator aangeduid door het Vlaams Parlement.                         | Vervangt vanaf 10 oktober 2013 Ludo Sannen, die het Vlaams Parlement verlaat. Sannen was van 11 oktober 2011 tot 13 september 2013 voorzitter van de commissie Financiën en Economische Aangelegenheden.                                                        |
| Fatma Pehlivan           | sp.a          | Nederlands | Gemeenschapssenator aangeduid door het Vlaams Parlement.                         | Vervangt vanaf 22 december 2011 Güler Turan, die schepen van Antwerpen wordt. |
| Guy Swennen              | sp.a          | Nederlands | Gecoöpteerd senator.                                                             | Quaestor vanaf 29 november 2012. |
| Jacky Morael             | Ecolo         | Frans      | Rechtstreeks gekozen senator.                                                    | Voorzitter van de Ecolo-fractie tot 8 juni 2012. |
| Benoit Hellings          | Ecolo         | Frans      | Rechtstreeks gekozen senator.                                                    | Vervangt vanaf 21 december 2012 Claudia Niessen, die de nationale politiek verlaat. |
| Freya Piryns             | Groen!        | Nederlands | Rechtstreeks gekozen senator.                                                    | |
| Marcel Cheron            | Ecolo         | Frans      | Gemeenschapssenator aangeduid door het Parlement van de Franse Gemeenschap.      | |
| Zakia Khattabi           | Ecolo         | Frans      | Gemeenschapssenator aangeduid door het Parlement van de Franse Gemeenschap.      | Vanaf 8 juni 2012 voorzitter van de Ecolo-fractie. |
| Mieke Vogels             | Groen!        | Nederlands | Gemeenschapssenator aangeduid door het Vlaams Parlement.                         | |
| Cécile Thibaut           | Ecolo         | Frans      | Gecoöpteerd senator.                                                             | |
| Yoeri Vastersavendts     | Open Vld      | Nederlands | Rechtstreeks gekozen senator.                                                    | Vervangt vanaf 25 oktober 2012 Alexander De Croo, minister in de Federale Regering. |
| Nele Lijnen              | Open Vld      | Nederlands | Rechtstreeks gekozen senator.                                                    | |
| Rik Daems                | Open Vld      | Nederlands | Rechtstreeks gekozen senator.                                                    | |
| Martine Taelman          | Open Vld      | Nederlands | Rechtstreeks gekozen senator.                                                    | Vervangt vanaf 6 juli 2010 Dirk Sterckx, die verkiest om te blijven zetelen in het Europees Parlement. Taelman is vanaf 10 januari 2013 voorzitter van de Open Vld-fractie.                                                                                     |
| Jean-Jacques De Gucht    | Open Vld      | Nederlands | Gemeenschapssenator aangeduid door het Vlaams Parlement.                         | Vervangt vanaf 9 januari 2013 Bart Tommelein, die schepen van Oostende wordt. Tommelein was voorzitter van de Open Vld-fractie tot 2 januari 2013. |
| Guido De Padt            | Open Vld      | Nederlands | Gecoöpteerd senator.                                                             | |
| Yves Buysse              | Vlaams Belang | Nederlands | Rechtstreeks gekozen senator.                                                    | Vervangt vanaf 6 juli 2010 Filip Dewinter, die verkiest om in het Vlaams Parlement te blijven zetelen. |
| Anke Van dermeersch      | Vlaams Belang | Nederlands | Rechtstreeks gekozen senator.                                                    | Vanaf 8 september 2011 voorzitter van de Vlaams Belang-fractie. |
| Jurgen Ceder             | Vlaams Belang | Nederlands | Rechtstreeks gekozen senator.                                                    | Zetelt vanaf 13 juli 2011 als onafhankelijke. Ceder was voorzitter van de Vlaams Belang-fractie tot 13 juli 2011. |
| Filip Dewinter           | Vlaams Belang | Nederlands | Gemeenschapssenator aangeduid door het Vlaams Parlement.                         | |
| Bart Laeremans           | Vlaams Belang | Nederlands | Gecoöpteerd senator.                                                             | |
| Francis Delpérée         | cdH           | Frans      | Rechtstreeks gekozen senator.                                                    | Voorzitter van de cdH-fractie. |
| Vanessa Matz             | cdH           | Frans      | Rechtstreeks gekozen senator.                                                    | |
| André du Bus de Warnaffe | cdH           | Frans      | Gemeenschapssenator aangeduid door het Parlement van de Franse Gemeenschap.      | |
| Bertin Mampaka Mankamba  | cdH           | Frans      | Gemeenschapssenator aangeduid door het Parlement van de Franse Gemeenschap.      | Vervangt vanaf 3 december 2012 Dimitri Fourny, die burgemeester van Neufchâteau wordt. |
| Filip van België         | -             | -          | Senator van rechtswege                                                           | Neemt ontslag na de Troonswisseling van 21 juli 2013. |
| Astrid van België        | -             | -          | Senator van rechtswege                                                           | Neemt ontslag na de Troonswisseling van 21 juli 2013. |
| Laurent van België       | -             | -          | Senator van rechtswege                                                           | Neemt ontslag na de Troonswisseling van 21 juli 2013. |

## Politiek bestuur
De plenaire vergadering van 20 juli 2010 heeft formeel het politieke bestuur verkozen met eenparigheid van stemmen.

### Voorzitter van de senaat
Er was bij het aanstellen van de Senaat slechts één enkele kandidaat voor de functie van voorzitter. Dit was professor dr. Danny Pieters (N-VA). De keuze kwam tot stand in het brede kader van afspraken bij de regeringsonderhandelingen tussen Bart De Wever (N-VA) en Elio Di Rupo (PS) en werd op 19 juli 2010 meegedeeld. Tijdens de onderhandelingen voor een nieuwe regering kwam N-VA echter aan de zijlijn te staan. Bij het begin van het parlementaire jaar 2011-2012 werd dan ook een andere voorzitter aangeduid: Sabine de Bethune van de CD&V.

### Bureau van de senaat
Het bureau van de senaat telt 13 leden:
- Voorzitter: Sabine de Bethune (CD&V)
- 1e Ondervoorzitter: Danny Pieters (N-VA), in 2013 opgevolgd door Louis Ide
- 2e Ondervoorzitter: Willy Demeyer (PS)
- 3e Ondervoorzitter: Armand De Decker (MR)
- fractieleider N-VA: Liesbeth Homans, in 2013 opgevolgd door Huub Broers
- fractieleider PS: Philippe Mahoux
- fractieleider MR: Dominique Tilmans, in 2011 opgevolgd door Christine Defraigne
- fractieleider CD&V: Sabine de Bethune, in oktober 2011 opgevolgd door Rik Torfs, in december 2011 door Dirk Claes
- fractieleider Open Vld: Bart Tommelein, in 2013 opgevolgd door Martine Taelman
- fractieleider sp.a: Johan Vande Lanotte, in 2011 opgevolgd door Marleen Temmerman, in 2012 door Bert Anciaux
- fractieleider Ecolo/Groen: Jacky Morael, in 2012 opgevolgd door Zakia Khattabi
- fractieleider VB: Jurgen Ceder, in 2011 opgevolgd door Anke Van dermeersch
- fractieleder cdH: Francis Delpérée

### College van quaestoren
Het college van quaestoren telt 3 leden:
- 1e Quaestor: Olga Zrihen (PS)
- 2e Quaestor: Guy Swennen (sp.a)
- 3e Quaestor: Louis Ide (N-VA)

## Legende
- CD&V: Christen-Democratisch en Vlaams
- N-VA: Nieuw-Vlaamse Alliantie
- Open Vld: Open Vlaamse Liberalen en Democraten
- sp.a: Socialistische Partij anders
- VB: Vlaams Belang
- Groen
- MR: Mouvement Réformateur
- PS: Parti Socialiste
- cdH: centre démocrate Humaniste
- Écolo: Ecologistes Confédérés pour l'Organisation de Luttes Originales